# Jamberoo
Jamberoo is een geslacht van spinnen uit de  familie van de Stiphidiidae.

## Soorten
- Jamberoo actensis Gray & Smith, 2008
- Jamberoo australis Gray & Smith, 2008
- Jamberoo boydensis Gray & Smith, 2008
- Jamberoo johnnoblei Gray & Smith, 2008